# Campeonato Brasileiro de Futebol Feminino Sub-16 de 2019
O Campeonato Brasileiro Feminino Sub-16 de 2019 foi a primeira edição desta competição futebolística de categoria de base da modalidade feminina organizada pela Confederação Brasileira de Futebol (CBF).
Foi disputada por doze agremiações entre os dias 7 e 15 de dezembro. O clássico San-São, por sua vez, protagonizou a decisão. Na ocasião, o São Paulo venceu o rival pelo placar mínimo e conquistou o título inédito.
Após a conquista, as jogadoras do São Paulo falaram sobre a conquista. Isabelle, autora do único gol da final, exaltou sua felicidade por ajudar a equipe. Já a meia-campista Maria Eduarda citou o pouco tempo de trabalho e enalteceu o esforço coletivo.

## Formato e participantes
A CBF divulgou o regulamento e a tabela detalhada do Campeonato Brasileiro Feminino Sub-16 de 2019 em novembro, quando a entidade também anunciou as cidades mineiras de Belo Horizonte, Nova Serrana e Sete Lagoas como sedes. O torneio foi disputado em quatro fases, sendo as duas primeiras por pontos corridos e as duas últimas em partidas eliminatórias. Na primeira, as doze agremiações foram divididas em três grupos, pelos quais os integrantes disputaram jogos de turno único contra os adversários do próprio chaveamento. Após três rodadas, os líderes de cada grupo e o melhor segundo colocado se classificaram para a semifinal. Esta, por sua vez, foi composta por partidas eliminatórias e os vencedores prosseguiram para a final.
Para esta edição, a organização convidou os oito melhores clubes da primeira divisão e os semifinalistas da segunda. Todos os clubes aceitaram o convite, com exceção do Palmeiras, que acabou sendo substituído pelo Vitória. Os doze participantes desta edição foram:
| Grupo A - Corinthians - Cruzeiro - Flamengo - Santos | Grupo B - Audax - Ferroviária - Internacional - Kindermann | Grupo C - Grêmio - São José-SP - São Paulo - Vitória |

## Resultados
Os resultados das partidas da competição estão apresentados nos chaveamentos abaixo. A primeira fase foi disputada por pontos corridos, com os seguintes critérios de desempates sendo adotados em caso de igualdades: número de vitórias, saldo de gols, número de gols marcados, número de cartões vermelhos recebidos, número cartões amarelos recebidos e sorteio. Por outro lado, as fases eliminatórias consistiram de partidas de ida. Conforme preestabelecido no regulamento, as equipes vitoriosas avançaram para a final, enquanto os perdedores disputaram o terceiro lugar.

### Fases finais
|  | Semifinais                     | Semifinais                     |   |                                | Final                          | Final |  |
|  |                                |                                |   |                                |                                |       |  |
|  | 13 de dezembro, Belo Horizonte |                                |   |                                |                                |       |  |
|  | Ferroviária                    | 1                              |   |                                |                                |       |  |
|  | São Paulo                      | 6                              |   |                                |                                |       |  |
|  |                                |                                |   |                                |                                |       |  |
|  |                                |                                |   |                                | 15 de dezembro, Belo Horizonte |       |  |
|  |                                |                                |   |                                | São Paulo                      | 1     |  |
|  |                                | Santos                         | 0 |                                |                                |       |  |
|  |                                |                                |   |                                |                                |       |  |
|  |                                |                                |   |                                |                                |       |  |
|  |                                |                                |   |                                | Terceiro lugar                 |       |  |
|  | 13 de dezembro, Belo Horizonte | 13 de dezembro, Belo Horizonte |   | 15 de dezembro, Belo Horizonte | 15 de dezembro, Belo Horizonte |       |  |
|  | Santos                         | 1                              |   | Ferroviária (p.)               | 1 (4)                          |       |  |
|  | Vitória                        | 0                              |   |                                | Vitória                        | 1 (3) |  |